# Dozya
Dozya là một chi rêu trong họ Leucodontaceae.